# Eurotunnelen
Eurotunnellen er en jernbanetunnel under Den Engelske Kanal. På den franske side er udgangspunktet Coquelles ved Calais. I England munder tunnelen ud i Folkestone ved Dover.
Tunnelen er 50,3 km lang og verdens næstlængste undersøiske tunnel (kun den 53,85 km lange Seikantunnel i Japan er længere). Den åbnede for passagerdrift den 14. november 1994 og gennemkøres på ca. 28 minutter. Hele ruten mellem Calais og Dover tager 35 minutter. I 2000 var 48 % af de transporterede køretøjer lastbiler.
Højhastighedstoget Eurostar kører også i tunnelen og forbinder Paris og Bruxelles med London. I tunnelen er maksimalhastigheden 160 km/t, mens toget kører med hastigheder på op til 300 km/t. 
Ud over tunnelen er der færgeforbindelse mellem Calais og Folkestone samt en række andre franske og engelske havne.